# Pałac Lindstedt

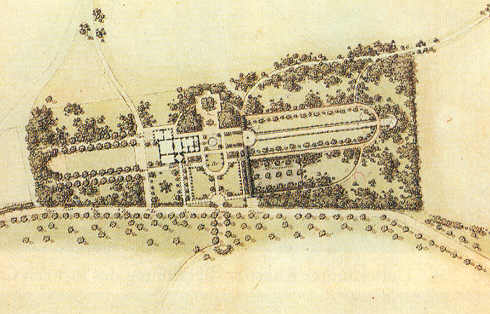
Plan parku Lindstedt, rysunek Gustava Meyera, podpisany przez Petera Josepha Lennégo

Pałac Lindstedt (niem. Schloss Lindstedt) – późnoklasycystyczny pałac w stylu rzymskiej willi, wybudowany na zlecenie króla Prus Fryderyka Wilhelma IV, który planował przeprowadzić się tu na starość. Pałac wzniesiono w latach 1858–60 na terenie posiadłości Lindstedt położonej na północny zachód od parku Sanssouci. Przy projekcie pracowali znani berlińscy architekci: Ludwig Persius, Ludwig Ferdinand Hesse, August Stüler oraz Ferdinand von Arnim.
Pałac Lindstedt należy do grupy pałaców i zespołów parkowych w Poczdamie i Berlinie wpisanych w 1990 na listę światowego dziedzictwa UNESCO. Obecnie o pielęgnację i restaurację pałacu troszczy się Fundacja Pruskie Pałace i Ogrody Berlin-Brandenburg (niem. Stiftung Preußische Schlösser und Gärten Berlin-Brandenburg).

## Historia
W 1828 Fryderyk Wilhelm IV nabył posiadłość Lindstedt, położoną w odosobnieniu, lecz niedaleko Nowego Pałacu w parku Sanssouci, z zamiarem wybudowania tu swojej siedziby na starość. W 1832 r. król sporządził pierwsze szkice. Pomimo zaangażowania najznamienitszych architektów: Ludwiga Persiusa (od 1843), Ludwiga Ferdinanda Hessego (od 1855), Augusta Stülera (od 1855) i Ferdinanda von Arnima, faza projektowania przeciągała się przez ponad trzydzieści lat. Budową pałacu pokierował Hesse (1858–60). Król nie mógł się jednak cieszyć nową rezydencją, zmarł 1 stycznia 1861 wkrótce po ukończeniu prac wykończeniowych.
W pałacu mieszkał później m.in. naczelny dowódca armii niemieckiej (1914–18) Erich von Falkenhayn, który zmarł tu w 1922. W okresie NRD w pałacu urządzono instytut medycyny sądowej. Obecnie (2008) budowlą zarządza Fundacja Pruskie Pałace i Ogrody Berlin-Brandenburg. Pałac służy głównie jako centrum konferencyjne.
Budowlę wykorzystano przy realizacji filmu Resident Evil, w którym posłużył jako wejście do tajnego podziemnego kompleksu laboratoryjnego.

## Architektura
Późnoklasycystyczny pałac to dwukondygnacyjna, asymetryczna rzymska willa z kolumnadą i nietypową, okrągłą wieżą zwieńczoną monopterosem. Kolumnada, nadająca asymetrycznej budowli akcent horyzontalny, przywodzi na myśl Casino Schinkla przy pałacu Glienicke. Natomiast okrągła wieża z belwederem tworzy akcent wertykalny. Do pałacu prowadzą schody wiodące przez portyk i pawilon w formie świątyni antycznej. 

## Park Lindstedt
Park wokół pałacu (2 ha) został zaprojektowany przez Petera Josepha Lennégo, który stworzył sieć ścieżek obsadzonych drzewami wśród łąk pomiędzy stawem Düsterer Teich na północy a rzadkim lasem Katharinenholz przy parku Sanssouci. W 1858 Lenné zaproponował plan symetrycznego ogrodu w najbliższym sąsiedztwie pałacu, który został zrealizowany przez Gustava Meyera w listopadzie 1859. 

## Literatura dodatkowa
- Gert Streidt, Klaus Frahm: Potsdam – Die Schlösser und Gärten der Hohenzollern. Kolonia: Könemann Verlagsgesellschaft, 1996. ISBN 3-89508-238-4. Brak numerów stron w książce